# هندسة قياس التنامي

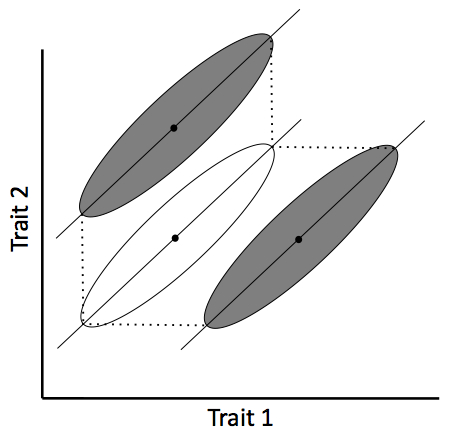
يتم تمثيل المجموعة الأصلية باللون الأبيض بينما تظهر المجموعة التي تم قياسها بأسلوب هندسة قياس التنامي الجديدة باللون الرمادي. ستؤدي التغيرات الناجمة عن قياس التنامي إلى زيادة التباين العام في سمة واحدة بالنسبة إلى غيرها الأمر الذي يسفر عن انهيار الارتباط النموذجي بينهما

هندسة قياس التنامي (بالإنجليزية: Allometric engineering)‏ هي عملية التحويل التجريبي لـالعلاقات متعددة الأبعاد لإحدى المجموعات. وبصورة أكثر تحديدًا، تشير هذه العملية إلى كسر التغاير المحكم الظاهر بين سمات أحد العناصر لـنمط ظاهري معقد عن طريق تعديل تباين واحدة من السمات بالنسبة لإحدى السمات الأخرى. وعادة ما يكون حجم الجسم إحدى هاتين السمتين. توضع أدوات قياس السمتين كل منهما أمام الأخرى ويمكن تمثيل العلاقة متعددة الأبعاد بالمعادلة {\displaystyle log(y)=mlog(x)+log(b)} تؤدي المعالجات من هذا النوع إلى تغيير العلاقات متعددة الأبعاد إما عن طريق تحويل العنصر المحصور (b) أو الجزء المنحدر (m) أو كليهما لإفراز متغيرات جديدة (راجع قياس التنامي للحصول على مزيد من التفاصيل). ويمكن اختبار التغييرات الجديدة هذه لاحقًا للتعرف على الفروق في الأداء أو الملاءمة. ومن خلال الاختبار الدقيق، يمكن للفرد أن يختبر كل مكوّن من مكونات مجموعة السمات بصورة تسلسلية لتحديد كيفية إسهام كل جزء في وظيفة النمط الظاهري المعقد الكامل، وفي النهاية مدى ملاءمة الكائن الحي. وتسمح هذه الطريقة بمقارنة العناصر داخل المجموعات البيولوجية مختلفة الحجم ذاتها أو بين بعضها عن طريق تعديل الشكل الظاهري لمطابقة كائن بآخر والمقارنة بينهما في الأداء.

## الأمثلة والتطبيقات

### فرضية لاك (Lack)
استُخدمت هندسة قياس التنامي لاختبار فرضية ديفيد لاك (David Lack) في السحلية الغربية زرقاء البطن. ففي هذه الدراسة، تم «تصميم» اثنتين من المجموعات هندسيًّا لملاءمة الشكل الظاهري للمجموعة الأخرى عن طريق التلاعب في كمية صفار البيض، الأمر الذي يؤدي إلى إزالة تأثير فروق الحجم بين المجموعات. ووجدوا بعد التلاعب أن السرعة تتناسب عكسيًا مع حجم الجسم.

### الطبيعة مقابل التنشئة
تم استثمار أسلوب «هندسة قياس التنامي» في الأمهات عن طريق إزالة مبيض جراحيًا في الصراصير (ديبلوبتيرا (Diploptera) المنقطة). وقد أدى هذا إلى تخفيض عدد السلالات الناتجة بشكل هائل وزيادة تخصيص الموارد لكل ذرية. وبإضافة هذا التلاعب إلى تأثيرات المجموعة (تطور أسرع في المجموعات الكبيرة)، وجد أن الاستثمار في الأمهات قد يتغلب على تأثير المجموعة.

### الاختيار الجنسي
يتمتع ذكر طائر الودو طويل الذيل (إيوبليكتيس بروجني (Euplectes progne)) بريش طويل في ذيله بصورة استثنائية حيث يمكن أن يبلغ نصف متر تقريبًا. تم قص ريش ذيل الذكر ولصقه ولوحظ أن الطيور التي تتمتع بذيل اصطناعي أفضل هي الأكثر تزاوجًا، مما يدل على تفضيل الإناث لها.

### الانتقاء الطبيعي
تتمتع ذبابة زونوسيماتا (Zonosemata) فيتيجرا (vittigera) بأشكال ملتفة في أجنحتها حيث وجد أنها تثير حركات العنكبوت الوثاب. أجرى جرين وآخرون تجارب بأسلوب هندسة قياس التنامي على أنماط ظاهرية جديدة، لقطع العلاقة بين السلوك والشكل الخارجي، عن طريق قطع أجنحة هذه الذبابة وزرع أجنحة ذبابة المنزل الشائعة بها. وأثبت هذا التلاعب أن ذلك السلوك كان مقترنًا بالأشكال الملتفة في الأجنحة حيث أدى ذلك في النهاية إلى ردع العناكب الواثبة عن الهجوم، وإن لم ينطبق ذلك على الحشرات المفترسة الأخرى.

## الطرق
شملت الاستخدامات الحالية البتر أو القطع، أو التلاعب في صفار البيض، أو العلاجات الهرمونية، أو تخصيص الأم، أو التلاعب في درجة الحرارة، أو تغيير الحالات الغذائية. ومما لا شك فيه أن لكل طريقة مزاياها وعيوبها التي لا بد من أخذها في الاعتبار قبل إعداد أي تجربة، ولكن هذه الأساليب تفتح آفاقًا جديدة للبحث في علم الأحياء المقارن والتطوري.